# Benjamin von Block

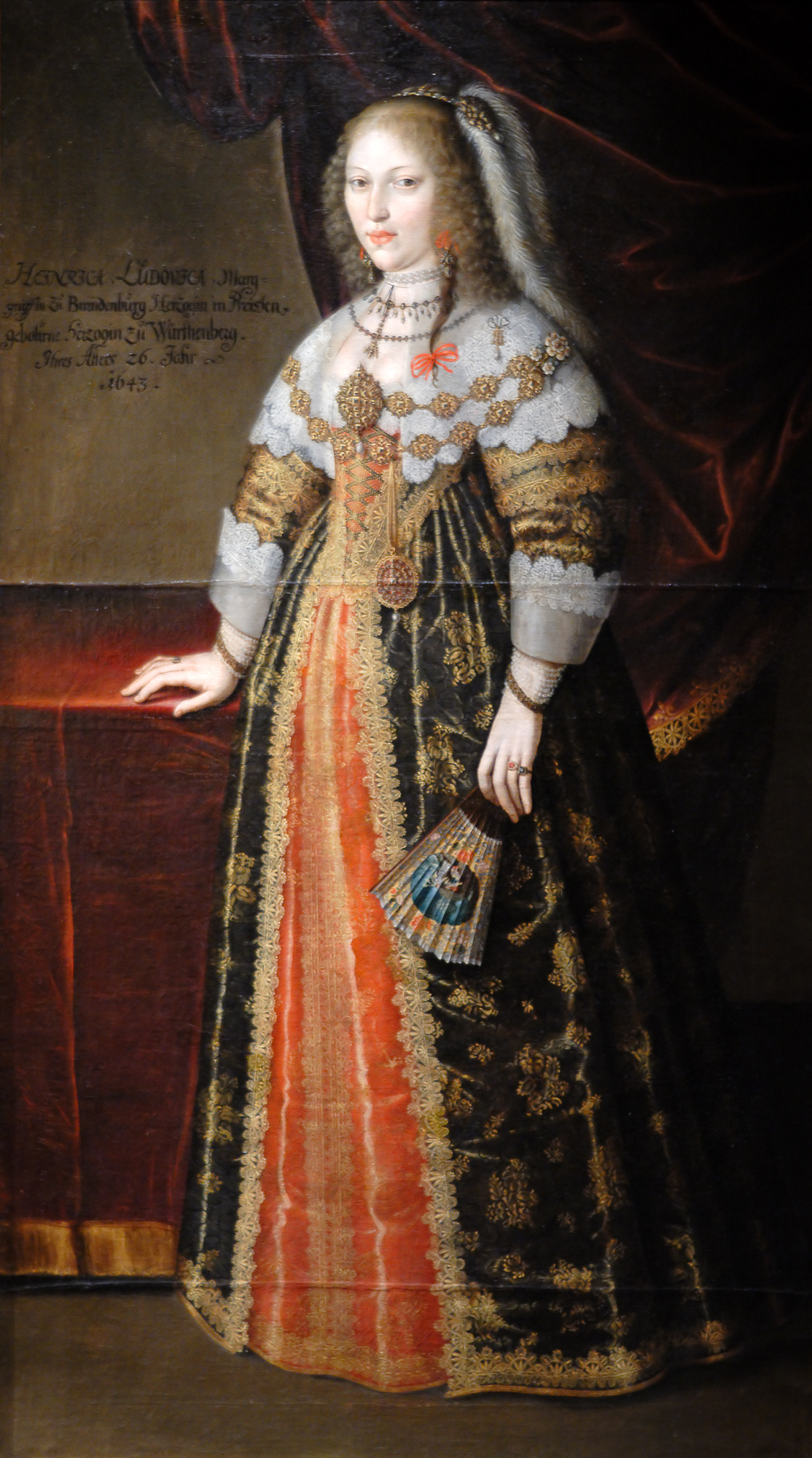
Benjamin von Block, Enrichetta Luisa di Württemberg, 1643

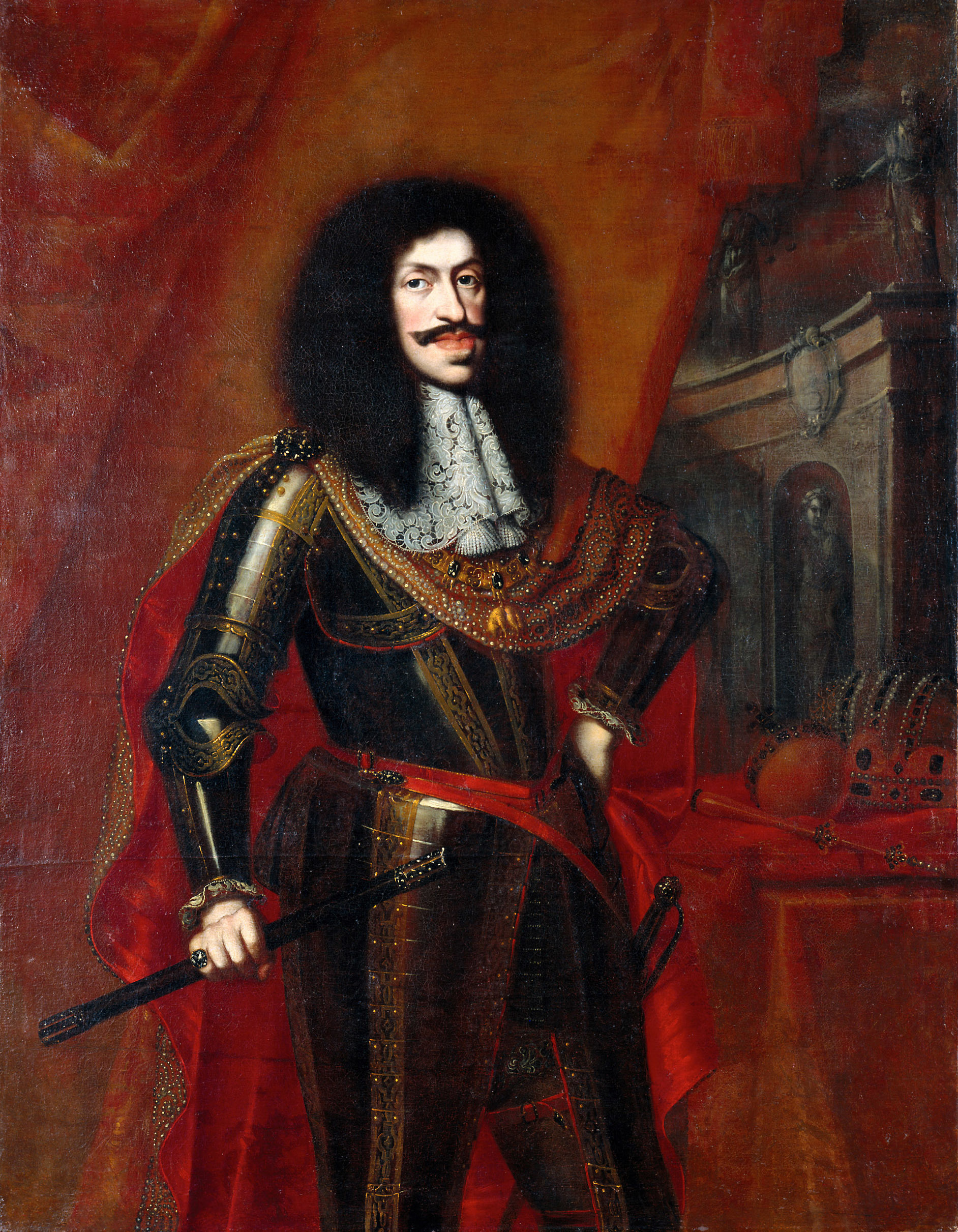
Benjamin von Block, Leopoldo I in armatura, 1672

Benjamin von Block (Lubecca, 4 ottobre 1631 – Ratisbona, 19 ottobre 1689) è stato un pittore tedesco, attivo come ritrattista, in particolare alla corte dell'imperatore Leopoldo I.

## Biografia
Benjamin von Block nacque a Lubecca in una famiglia di artisti: il padre Daniel, originario di Schwerin, e i fratelli Emanuel e Adolf furono anch'essi pittori. Nel 1653 Block risulta documentato a Halle, nei Paesi Bassi spagnoli, probabilmente mentre era in viaggio per l'Italia. Nel 1655 a Dresda, grazie all'intermediazione di uno dei suoi fratelli, canonico a Vienna, poté incontrare Ferenc II Nádasdy, membro di una delle più eminenti famiglie dell'artistocrazia ungherese, che, interessato alla sua produzione pittorica, lo invitò in Ungheria (dove Block risulta documentato dal 1656 al 1659). Dei ritratti realizzati in questo periodo restano quelli di Ferenc II Nádasdy e di sua moglie, e quello di Pál Esterházy.
Al convento di Loreto (Praga) e a Győr dipinse delle pale d'altare e intorno al 1655 ottenne l'incarico di ritrarre lo storico gesuita Athanasius Kircher, che in seguito fece da intermediario per far ottenere a Block la commissione di un ritratto di Papa Alessandro VII. Nel 1659 l'artista risulta documentato a Roma. Dopo aver lavorato come ritrattista a Siena, Firenze e Venezia, nel 1664 Benjamin von Block valicò le Alpi e tornò nella nativa Germania, e si stabilì a Norimberga, dove sposò Anna Katharina Fischer, figlia del pittore di fiori Johann Thomas Fischer e anch'ella specializzata in quest'arte. Qui realizzò i ritratti dei margravi di Ansbach e dal 1670, dopo essersi trasferito a Ratisbona, divenne ritrattista presso la corte imperiale a Vienna. Nel 1684 fu ottenne il cavalierato da parte dell'imperatore Leopoldo I.
Benjamin von Block, insieme alla moglie Anna Katharina, rimasta attiva come pittrice anche dopo le nozze, è ricordato nelle biografie d'artisti scritte da Joachim von Sandrart e Arnold Houbraken. Morì a Ratisbona nel 1689.